# Centre pénitentiaire
Ne doit pas être confondu avec Centre pénitentiaire école, qui est un type de lieu de détention en Belgique.
En France, un centre pénitentiaire est un établissement pénitentiaire regroupant en son sein au moins deux quartiers soumis à des régimes de détention différents (quartier maison d'arrêt, centre de détention, maison centrale, de semi-liberté ou pour peines aménagées).

## Liste des centres pénitentiaires
Il existe quarante-deux centres pénitentiaires en France.  
La combinaison la plus courante est maison d'arrêt et centre de détention, mais on trouve également des centres pénitentiaires exclusivement conçus comme des établissements pour peines (centre de détention et maison centrale).  

### Maison d'arrêt et centre de détention
- Centre pénitentiaire d'Aiton (Savoie)
- Centre pénitentiaire d'Avignon-Le Pontet (Vaucluse)
- Centre pénitentiaire de Baie-Mahault (Guadeloupe)
- Centre pénitentiaire de Béziers (Hérault)
- Centre pénitentiaire de Borgo (Haute-Corse)
- Centre pénitentiaire de Caen (Calvados)
- Centre pénitentiaire de Châteauroux (Indre)
- Centre pénitentiaire de Draguignan (Var)
- Centre pénitentiaire de Ducos (Martinique)
- Centre pénitentiaire de Laon (Aisne)
- Centre pénitentiaire du Havre (Seine-Maritime)
- Centre pénitentiaire de Liancourt (Oise)
- Centre pénitentiaire de Lille-Annœullin (Nord) : 688 places dont 450 places en maison d'arrêt et 210 places en centre de détention
- Centre pénitentiaire de Longuenesse (Pas-de-Calais)
- Centre pénitentiaire de Lorient-Ploëmeur (Morbihan)
- Centre pénitentiaire de Majicavo (Mayotte)
- Centre pénitentiaire de Marseille (Bouches-du-Rhône)
- Centre pénitentiaire de Maubeuge (Nord)
- Centre pénitentiaire de Meaux-Chauconin-Neufmontiers (Seine-et-Marne)
- Centre pénitentiaire de Mont-de-Marsan (Landes)
- Centre pénitentiaire de Nantes (Loire-Atlantique)
- Centre pénitentiaire d'Orléans-Saran (Loiret)
- Centre pénitentiaire de Perpignan (Pyrénées-Orientales)
- Centre pénitentiaire de Poitiers-Vivonne (Vienne)
- Centre pénitentiaire de Remire-Montjoly (Guyane)
- Centre pénitentiaire pour femmes de Rennes (Ille-et-Vilaine)
- Centre pénitentiaire pour hommes de Rennes-Vezin (Ille-et-Vilaine)
- Centre pénitentiaire de Riom (Puy-de-Dôme)[1]
- Centre pénitentiaire de Saint-Denis (La Réunion)
- Centre pénitentiaire de Saint-Pierre-et-Miquelon (Saint-Pierre-et-Miquelon)
- Centre pénitentiaire de Saint-Quentin-Fallavier (Isère)
- Centre pénitentiaire de Toulon-La Farlède (Var)
- Centre pénitentiaire de Varennes-le-Grand (Saône-et-Loire)

### Maison d'arrêt et centre pour peines aménagées
- Centre pénitentiaire d'Aix-Luynes (Bouches-du-Rhône)
- Centre pénitentiaire de Bordeaux-Gradignan (Gironde)
- Centre pénitentiaire de Toulouse-Seysses (Haute-Garonne)

### Maison d'arrêt et maison centrale
- Centre pénitentiaire de Moulins-Yzeure (Allier) : 272 places dont 126 en maison centrale et 146 en maison d'arrêt
- Centre pénitentiaire de Valence (Drôme)

### Maison centrale et centre de détention
- Centre pénitentiaire de Château-Thierry (Aisne)
- Centre pénitentiaire de Lannemezan (Hautes-Pyrénées)
- Centre pénitentiaire du sud-francilien (Seine-et-Marne)
- Centre pénitentiaire de Vendin-le-Vieil (Pas-de-Calais) : 238 places dont 204 places en maison centrale et 34 places en centre de détention

### Maison centrale et centre pour peines aménagées
- Centre pénitentiaire d'Alençon-Condé-sur-Sarthe (Orne) : 249 places dont 204 en maison centrale et 45 places en quartier pour peines aménagées, inaugurée le 30 avril 2013[2]